# Pisaći papir
Pisaći papir je bezdrvni papir, srednjefini papir ili papir s malom primjesom drvenjače, gramature od 60 do 90 g/m2. Bijel je ili obojen pastelnim tonovima, satiniran ili strojnogladak, a bolje vrste imaju vodeni znak. Upotrebljava se za pisanje, punokeljen je i neproziran, pa se tintom može pisati na obje strane.

## Grafički papir
Grafički papir može biti papir za pisanje, za crtanje i za tisak. Između prvih dviju vrsta nema veće razlike u načinu proizvodnje i svojstvima. Od papira za pisanje posebno se traži da su prikladni za pisanje tintom, to jest da se tinta ne razlijeva. To svojstvo, koje je danas sve manje važno, postiže se dodavanjem keljiva, u prvom redu prirodnih smola, u papirnu masu prilikom proizvodnje. 
Najveći dio proizvedenog papira služi kao tiskovni papir (papir za tisak). Pri tom se razlikuje tisak teksta (knjige, novine, časopisi) od tiska ilustracija (plakati, prospekti, reprodukcije), pa se prema tome u tiskarstvu upotrebljava mnogo različitih vrsta papira. Tako se za knjige luksuznih izdanja primjenjuje vrlo kvalitatan bezdrvni papir, koji za ilustracije mora biti još posebno gladak i zatvorenih pora. S druge strane, novinski papir (roto papir) i papir za jeftine časopise sadrži i do 90% drvenjače, a često i mnogo tvari dobivenih preradom starog papira.

### Listovni papir
Listovni papir je bezdrvni bijeli ili blago obojeni, punokeljeni, satinirani papir, gramature od 60 do 100 g/m2. Upotrebljava se za pisanje rukom.

### Pelirni papir
Pelirni papir ili florpost papir je vrlo fini bezdrvni papir, tanak, lako proziran, visoko satiniran, bez punila, bijel ili obojen, gramature od 25 do 40 g/m2. Upotrebljava se kao pisaći papir, zatim za tiskanje ljekarničkih uputa, a proizveden u jednoj ili više boja služi kao fini omotni papir.

### Uredski papir
Uredski papir je bijeli, bezdrvni, punokeljeni pisaći papir s dobrim mehaničkim svojstvima, gramature od 70 do 80 g/m2. Služi kao papir za spise trajne vrijednosti koji se često upotrebljavaju.

### Paus papir
Paus papir je proziran, tanak bezdrvni crtaći i pisaći papir, vrlo tvrd i čvrst, bez punila, dobro keljen površinski ili u masi, proniknut nekim sušivim uljem, lakom ili balzamom.